# Hemimycena subglobispora
Hemimycena subglobispora es una especie de hongo basidiomiceto de la familia Mycenaceae, del orden  Agaricales.